# Heinz Bolten-Backers
Pour les articles homonymes, voir Bolten.
Heinrich Bolten-Baeckers ou Heinz Bolten-Backers (Chemnitz, 10 avril 1871-Dresde, 30 janvier 1938), est un compositeur, scénariste, réalisateur et producteur allemand.

## Biographie
Compositeur de musiques de scènes, il travailla sur de nombreux films du cinéma muet puis dirigea des comédies pour Universum Film AG.
Librettiste de Paul Lincke, son titre le plus célèbre reste The Glow-Worm (1902).

## Filmographie
- 1906 : Der Hauptmann von Köpenick
- 1909 : Der kleine Detektiv
- 1909 : Das Glückshufeisen
- 1909 : Das große Los
- 1909 : Don Juan heiratet (Zuordnung unsicher)
- 1909 : Klebolin klebt alles
- 1909 : Matrosentanz
- 1911 : Das Liebesglück der Blinden
- 1911 : Der dankbare Amor
- 1911 : Die Blinde
- 1911 : Eine Amme wird gesucht
- 1911 : Leo Sapperloter
- 1911 : Leo und seine drei Bräute
- 1912 : Das 11.Gebot
- 1913 : Mein Leopold
- 1914 : Michels eiserne Faust
- 1914 : Kriegsgetraut
- 1915 : Kulissenzauber
- 1915 : Nocturno
- 1915 : Schicksalswende
- 1915 : Der Tyrann von Muckendorf
- 1916 : Aus dem Buche des Lebens
- 1917 : Die Grille
- 1924 : Mein Leopold (de)
- 1925 : Die zweite Mutter
- 1925 : Der Herr ohne Wohnung